# Géophysique appliquée

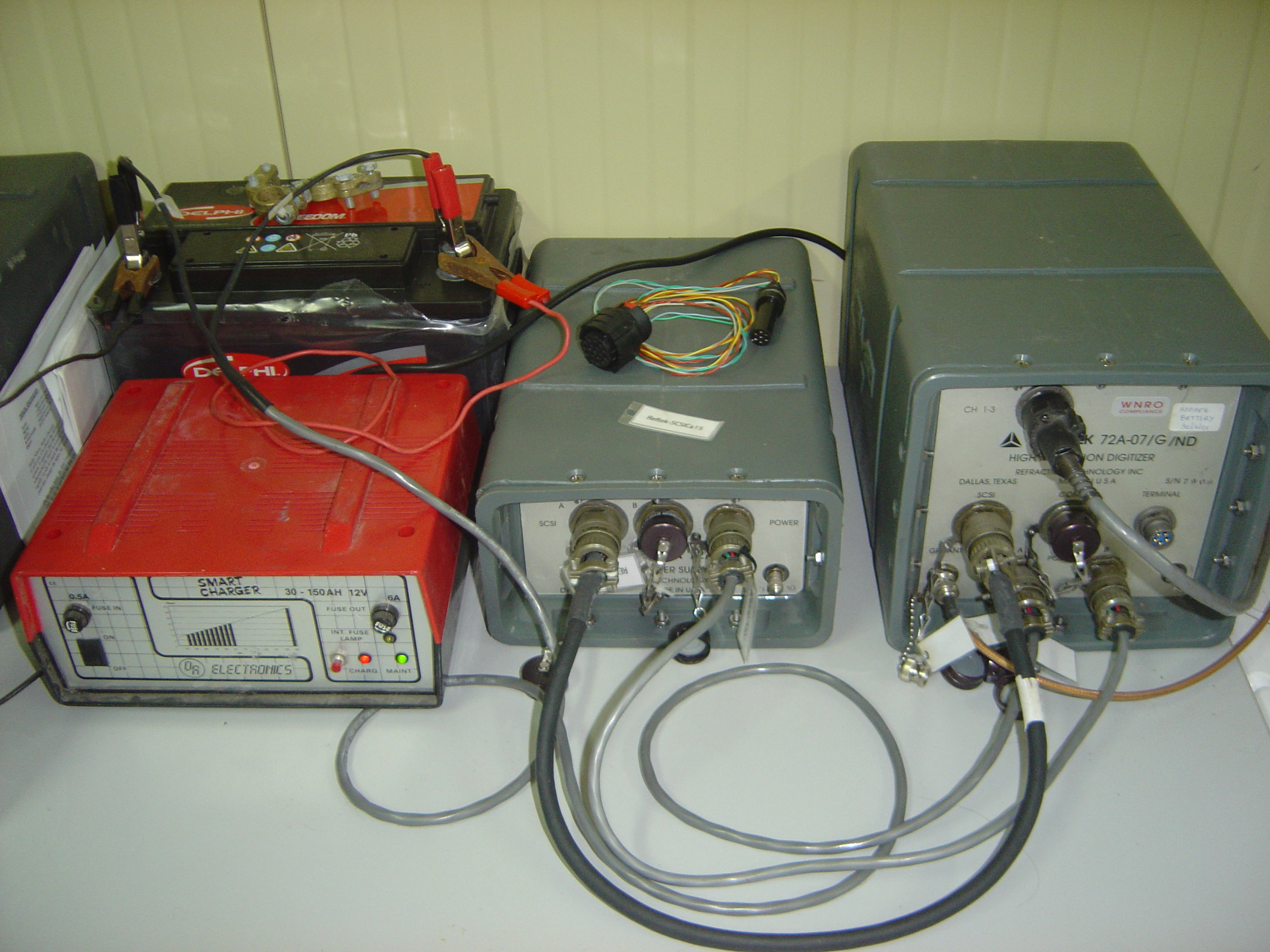
Les géophysiciens doivent souvent installer de l'équipement électronique robuste sur le terrain. Ici, un numériseur de données sismiques et un disque dur reliés par un câblage SCSI de terrain.

La géophysique appliquée, aussi appelée géophysique de subsurface, est la branche de la géophysique qui utilise des appareils électroniques pour mesurer les propriétés physiques du sous-sol terrestre, telles que la densité, la résistivité électrique ou la perméabilité magnétique. Le plus souvent le but est de détecter et de quantifier la présence de minerais, d'hydrocarbures, de nappes d'eau souterraines, de déterminer les caractéristiques du sol avant des grands travaux d'aménagement (études géotechniques), de cartographier des zones polluées, ou encore de détecter des vestiges archéologiques. Dans le domaine académique, la géophysique appliquée est utilisée pour imager la structure géologique de la partie supérieure de la croûte terrestre.

## Exploration géophysique
L'exploration géophysique fait appel à l'étude de la variation des propriétés physiques des roches dans l'espace, mais aussi dans le temps :
- à l’échelle du kilomètre (recherche pétrolière et gazière, recherche minière, géothermie),
- à l’échelle du centimètre à la centaine de mètres (génie civil, hydrogéologie, géologie, prévention des risques, archéologie).

## Histoire
La discipline apparait au tout début du XXe siècle, et se développe durant l’entre-deux guerres afin d’assurer les besoins mondiaux croissants en hydrocarbures et en minerais.
Dans les années 1910, deux frères alsaciens, Conrad et Marcel Schlumberger, ont l’idée de mesurer les propriétés électriques des terrains afin de mieux caractériser leur nature : sables, argile, calcaire, etc. Ils observent également des anomalies sur leurs relevés, qui correspondent à la présence de minerai de fer ou d'hydrocarbures. Ils donnent ainsi naissance à la géophysique.

## Techniques

### Prospection électrique

#### Trainé électrique

##### Principe
Le traîné électrique est une méthode de prospection géophysique qui permet de caractériser le sous-sol par le biais d’une interprétation de la résistivité apparente du terrain. Les mesures se font en mesurant une différence de potentiel (ΔV) et une intensité (I).
Sur le terrain, on réalise la prospection en implantant des électrodes, puis en effectuant la mesure de la résistivité apparente. Enfin, on dresse une carte de la parcelle après calcul de la résistivité électrique du sol :
k : coefficient géométrique du dispositif.

##### Mode Opératoire
On se sert de quatre électrodes que l’on implante dans le sol et qui sont reliées à un appareil de mesure de la résistance électrique. Selon le placement des électrodes d’injection, on a différents dispositifs (cf images ci-contre) :
- Wenner Alpha : Les électrodes d’injection se situent de chaque côté du point de mesure : {\displaystyle k=2\pi .{a}}
- Wenner Beta : Les électrodes d’injection se situent du même côté par rapport au point de mesure : {\displaystyle k=6\pi .{a}}

a étant l’écartement entre deux électrodes.
Ensuite, on déplace l’ensemble du dispositif au point de mesure suivant.
à savoir : Il existe une astuce pour gagner du temps lors de très nombreuses mesures : comme toutes les électrodes sont identiques, il suffit juste de déplacer la dernière électrode en aval de la première.

#### Panneau électrique (tomographie électrique)

##### Descriptif du dispositif
Dans un premier temps, on implante le long du profil que l’on veut étudier, des électrodes espacées à un intervalle constant (en général 5 mètres).
Ensuite, on raccorde chacune d’entre elles à un multinode. Cet appareil permet de « reconnaître » chacune des électrodes (connaître leur emplacement, leur ordre…). Enfin, on utilise un multiplexeur pour pouvoir attribuer un rôle à chaque électrode.
Le tout est relié à un résistivimètre qui effectuera les mesures automatiquement. Pour ce profil, on utilisera uniquement un dispositif Wenner-Alpha (écartement entre les électrodes identique).

##### Principe
Le panneau électrique, comme le trainé électrique, repose sur la mesure d’une différence de potentiel et d’un courant entre deux électrodes implantées dans le sol, afin de calculer la résistance électrique du terrain.
Un panneau électrique est en fait composé d’une multitude de point de sondage. En effet, on utilise la plage des 32 électrodes pour créer différents écartements (minimum 1,5m, et maximum 10m) sans avoir à déplacer les électrodes ; ce qui diminue considérablement le temps des mesures. En effet, grâce à ce système, on peut faire 155 configurations de sondages différents (grâce au multiplexeur) et effectuer les mesures en ½ heure environ.
Les 32 électrodes n'étant que celles fournies par une marque de matériel...
On peut également réaliser des dispositifs pole pole avec une électrode de référence -le potentiel à "l'infini" (10 fois la distance maximum) du dispositif et également une autre d'injection à "l'infini" (le puits), ce dispositif permettant de recombiner tous les autres quadripôles.

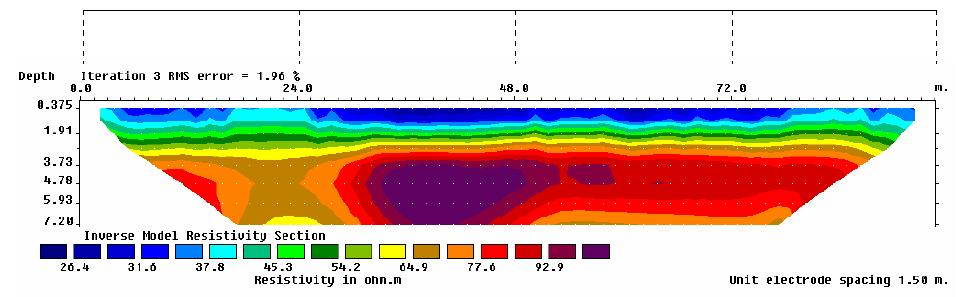
Exemple de résultats pour un panneau électrique obtenu avec le logiciel RES2DINV

#### Sondage électrique
L’objectif du sondage est de savoir comment varie verticalement la résistivité apparente, en un point donné à la surface. Sachant que la profondeur d’investigation dépend de la dimension du dispositif, on effectue une succession de mesures en augmentant à chaque fois la longueur du dispositif, ainsi l’augmentation de celui-ci entérinera une plus grande profondeur d’investigation du courant électrique, chaque valeur de la résistivité apparente est affectée à une pseudo profondeur relative au type du dispositif.

### Prospection Magnétique
À la surface de la Terre, le champ magnétique varie dans l'espace et dans le temps. Les variations spatiales sont produites par les variations des propriétés magnétiques des matériaux environnants. Les variations temporelles sont la conséquence du changement d'orientation de la Terre par rapport au Soleil, la variation diurne, de l'activité solaire et des interactions électro-magnétiques dans la haute atmosphère. La prospection a pour objet de mettre en évidence la variation spatiale des propriétés magnétiques des matériaux (aimantation induite (dia-, para-, ferro-magnétique s.l.), aimantation rémanente (ferromagnétique s.l.). Ainsi, il faut corriger la variation temporelle du champ magnétique locale au cours de la prospection. Pour cela deux approches peuvent être utilisées : utiliser un magnétomètre en position statique comme base, ou mesurer le gradient local soit en utilisant un gradiomètre (gradiomètre fluxgate) ou un dispositif à double capteurs (pompage optique). Les magnétomètres à protons ont été les premiers à être utilisés et sont toujours les plus couramment utilisés. Les magnétomètres à pompages optiques permettent des cadences de mesures accrues (10 à 20 Hz). La technologie fluxgate permet des fréquences plus élevées et surtout permet d'alléger le dispositif de par la plus faible consommation électrique. Le pompage optique permet une mesure absolue de l'intensité du champ magnétique à une résolution de 0.1 nT à une fréquence de 10 Hz. Avec une technologie fluxgate, la mesure est uni-axiale ou tri-axiale mais avec une erreur instrumentale ne permettant pas d'atteindre une telle résolution.

#### Magnétomètre à protons

##### Principe et mode opératoire
On utilise un magnétomètre à protons (en) pour mesurer le champ magnétique global, c'est-à-dire le champ magnétique terrestre ajouté au champ magnétique créé par les anomalies du surface. Cependant, comme la sensibilité de l’appareil est de 1 nT, il est indispensable que l'opérateur qui tient le magnétomètre soit amagnétique afin de ne pas perturber les mesures, c'est-à-dire qu'il ne doit pas porter d'objet métallique ou d'appareil électronique sur lui. Cet appareil a une profondeur d’investigation qui varie avec l’altitude du capteur, en général situé au-dessus de la tête.
Par ailleurs, entre deux profils, on effectue une mesure sur la base fixe pour pouvoir établir la dérive temporelle et naturelle du champ magnétique de la Terre. Ceci permet d'augmenter la précision des mesures. Les profils ne sont pas directionnels : ils peuvent être faits en aller-retour sans affecter les mesures, ce qui permet d'obtenir rapidement une cartographie.

### Prospection électromagnétique

#### EM31

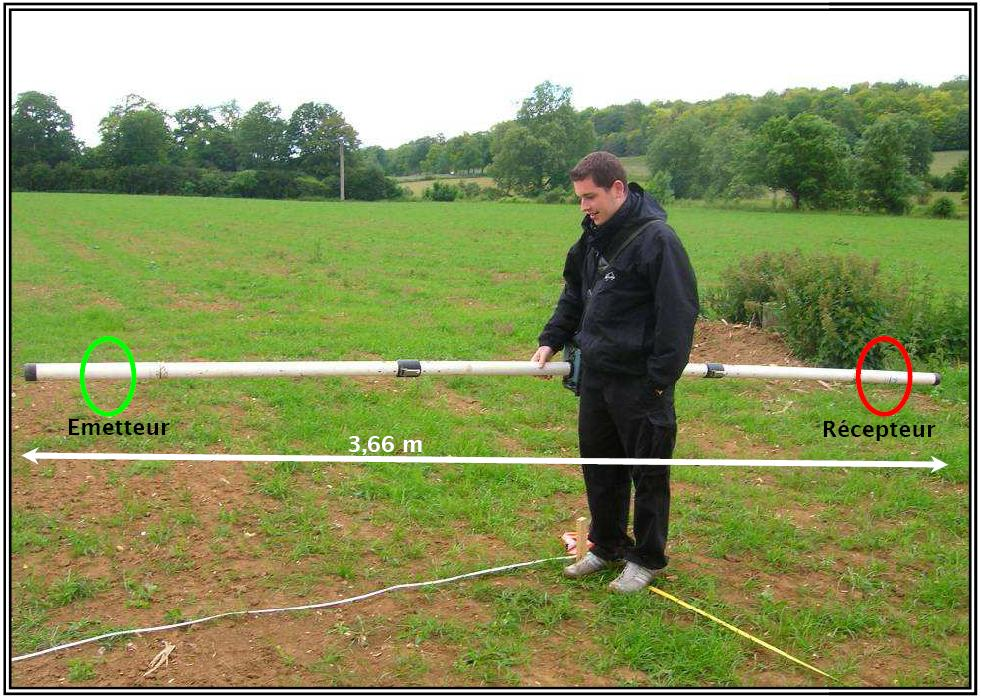
Dispositif EM31 (stage de géophysique de Polytech'Paris-UPMC à l'INAPG Grignon, 2006)

Ce type de méthode exploite le principe d'induction électromagnétique dans les matériaux conducteurs. Cette méthode est dite « active » car on émet artificiellement un champ magnétique primaire, qui est conduit par le sous-sol, et dont les modifications mesurées en surface nous renseignent sur les propriétés du terrain. Par ailleurs, c’est une méthode fréquentielle (9,8 kHz) et qui, de par sa géométrie (distance émetteur/récepteur : 3,66m), est à faible nombre d’induction.

##### Descriptif du dispositif
En réalité, la méthode que l’on applique est une méthode de type Slingram, qui utilise deux boucles : une émettrice et une réceptrice. Le dispositif utilisé, EM31, a été créé par la société Geonics qui est spécialisé dans le domaine et est très fiable. En effet, de par sa configuration géométrique, les mesures ne sont plus trop soumises à l’effet de peau (effet d’atténuation selon la distance du signal). Pour la prospection du terrain nous avons choisi une configuration HCP
(Horizontales Coplanaires), c’est-à-dire que le plan des bobines est horizontal (le dipôle magnétique est donc vertical).
Avec un tel dispositif, on a une profondeur d’investigation environ égale à 5,5 mètres (1,5 fois la distance Émetteur/Récepteur). Néanmoins, en HCP, la profondeur la plus prise en compte est s/2 (s : surface des bobines).

##### Principe
En pratique, on mesure le champ magnétique du sol, champ qui est proportionnel à la conductivité électrique apparente {\displaystyle \sigma } (siemens/mètre) de la parcelle.
En effet, quand l’EM31 est mis sous tension, un courant parcourt les bobines, ce qui induit un champ magnétique (le champ primaire). Ce champ se propageant dans le sol rencontre des zones plus conductrices dans lesquelles vont être induits des courants de Foucault, qui vont eux-mêmes générer un nouveau champ magnétique (le champ secondaire). Finalement, la bobine réceptrice de l’appareil mesure la somme du champ primaire et du champ secondaire. C’est la raison pour laquelle le dispositif est plus sensible aux milieux conducteurs qu’aux milieux résistants.

##### Mode Opératoire
Le principal avantage de cette méthode réside dans le fait qu’elle est relativement rapide et ne nécessite pas de contact avec le sol. Il suffit donc de se déplacer sur le terrain suivant une maille prédéfinie.

#### Géoradar (radar de sol)
Le géoradar est un dispositif électromagnétique permettant d’établir un profil en fonction de la topographie, de la permittivité diélectrique et de la conductivité. C’est une méthode similaire à la sismique réflexion , mais inutilisable en milieu conducteur (sous l'eau, égouts etc.).

##### Descriptif du dispositif
L’appareil est composé d’un émetteur et d’un récepteur (bobines) équidistants du point de mesure (la distance entre ces deux unités reste constante), et d’une interface avec un PC pour l’acquisition des mesures. On peut également ajouter un odomètre (système monté sur roue) pour déterminer la distance parcourue. L’onde électromagnétique envoyée est dans la gamme des hautes fréquences (225 MHz). Pour chaque mesure, elle est émise sous forme d’une impulsion répétée un certain nombre de fois, afin de faire une moyenne pour optimiser la précision des mesures.
Les ondes ont une trajectoire et une vitesse influencées par la permittivité diélectrique relative {\displaystyle \varepsilon _{r}} (on rappelle : {\displaystyle \varepsilon =\varepsilon _{0}.\varepsilon _{r}}), la conductivité {\displaystyle \sigma } et leur perméabilité magnétique {\displaystyle \mu } (dont les variations ont peu d’effet sur nos mesures). 
La présence d’argile rend les terrains trop conducteurs pour laisser passer les ondes. En effet, l’onde serait presque totalement réfléchies et empêcherait d’obtenir des informations sur ce qui se trouve en dessous ; de la même  manière qu’une plaque de métal (élément très conducteur) enfouie dans le sol réfléchirait parfaitement les ondes. Il est également nécessaire de faire une topographie du profil pour pouvoir interpréter correctement le profil obtenu en fonction de la profondeur.

##### Mode Opératoire
On déplace le dispositif le long du profil et on effectue une émission, donc une mesure, tous les 10 centimètres.
À l’aide d'un odomètre, il n’y a qu’à faire rouler le radar, les mesures se font automatiquement.
Manuellement il faut poser le radar au sol et déclencher la mesure. Les câbles transmettent les mesures à l’unité, ainsi on observe directement les résultats sur le profil.
Par ailleurs, pour pouvoir déterminer un modèle de vitesse du terrain, on doit réaliser un CMP (Common MidPoint). Il suffit de placer le radar sol assez loin de l’anomalie puis au-dessus et d’écarter au fur et à mesure la distance entre les deux
bobines (émission/réception).

#### CSEM
La méthode CSEM (Controlled Source ElectroMagnetic) est une technique développée au XXIe siècle et employée principalement en mer dans l'industrie pétrolière. Une source électrique (dipôle) est remorquée par un bateau, sous la surface, et émet un champ électromagnétique dont la fréquence varie au cours du temps, de façon prédéfinie. Les récepteurs sont alignés le long de plusieurs câbles qui sont soit remorqués par le bateau, soit déposés sur le fond marin. Les résultats permettent d'estimer la résistivité électrique et la géométrie des différentes couches du sous-sol marin. Les hydrocarbures (gaz et pétrole) étant beaucoup plus résistants que l'environnement sédimentaire saturé en eau salée, ils créés des anomalies positives facilement identifiables,. 

### Prospection gravimétrique
Une méthode classique pour déterminer la différence de masse sous la surface du sol est l’utilisation de la gravimétrie. Cette différence de masse est mise en évidence par les anomalies du champ de pesanteur. Théoriquement avec cette méthode on mesure les différences du champ de pesanteur par rapport à un champ de pesanteur de référence, calculé sur l’ellipsoïde de référence. La méthode en micro-gravimétrie nécessite des retours réguliers à la base pour corriger de la dérive due à la rotation de la Terre et des astres. Un gravimètre a un ressort en quartz, il voyage en classe premium, son transport est donc coûteux et risqué. La mise en place nécessite qu'il soit parfaitement vertical.

### Prospection sismique

#### Sismique réflexion
La sismique réflexion utilise la réflexion des ondes sur les interfaces entre plusieurs niveaux géologiques. La sismique réflexion peut être monotrace ou multitrace. Dans ce dernier cas, en plus d'augmenter le rapport signal sur bruit, il est possible de calculer les vitesses des milieux traversés. Cette information permet ensuite de convertir les données en profondeur.

#### Sismique réfraction
La sismique réfraction utilise la propagation des ondes le long des interfaces entre les niveaux géologiques. Cette méthode convient en particulier à certaines applications de génie civil et d'hydrologie. Elle permet d'estimer le modèle de vitesse et le pendage des couches. Elle est actuellement limitée dans le domaine pratique à des objectifs dont la profondeur est inférieure à 300m, mais elle est à l'origine de la découverte en 1956 du gisement de pétrole d'Hassi-Messaoud, le plus important d'Afrique, à une profondeur moyenne de 3300 m.